# Spionidae
Spionidae zijn een familie van in zee levende wormen binnen de klasse borstelwormen (Polychaeta). Een familie met deze naam werd in 1850 voorgesteld door Adolph Eduard Grube.
Spioniden produceren buizen door zandkorrels en afvalmateriaal te cementeren met slijm geproduceerd door hun klierzakjes. De Spionidae vormen een van de meest bestudeerde borstelwormen-families gezien hun biologische en commerciële belang. Leden van deze familie zijn gebruikt in regeneratiestudies en sommige zijn in staat om in kalkhoudend substraat te boren, wat destructieve gevolgen heeft voor schelpdieren.

## Geslachten
- Amphipolydora Blake, 1983
- Aonidella López-Jamar, 1989
- Aonides Claparède, 1864
- Atherospio Mackie & Duff, 1986
- Aurospio Maciolek, 1981
- Australospio Blake & Kudenov, 1978
- Boccardia Carazzi, 1893
- Boccardiella Blake & Kudenov, 1978
- Carazziella Blake & Kudenov, 1978
- Dipolydora Verrill, 1881
- Dispio Hartman, 1951
- Glandulospio Meißner, Bick, Guggolz & Götting, 2014
- Glyphochaeta Bick, 2005
- Laonice Malmgren, 1867
- Laubieriellus Maciolek, 1981
- Lindaspio Blake & Maciolek, 1992
- Malacoceros Quatrefages, 1843
- Marenzelleria Mesnil, 1896
- Microspio Mesnil, 1896
- Orthoprionospio Blake & Kudenov, 1978
- Paraprionospio Caullery, 1914
- Polydora Bosc, 1802
- Polydorella Augener, 1914
- Prionospio Malmgren, 1867
- Pseudopolydora Czerniavsky, 1881
- Pygophyllum Schmarda, 1861
- Pygospio Claparède, 1863
- Pygospiopsis Blake, 1983
- Rhynchospio Hartman, 1936
- Scolecolepides Ehlers, 1907
- Scolelepis Blainville, 1828
- Spio Fabricius, 1785
- Spiogalea Aguirrezabalaga & Ceberio, 2005
- Spiophanella Fauchald & Hancock, 1981
- Spiophanes Grube, 1860
- Streblospio Webster, 1879
- Tripolydora Woodwick, 1964
- Xandaros Maciolek, 1981

### Taxa inquirenda
- Cheironotus Costa, 1861
- Nerinopsis Ehlers, 1912
- Perialla Kinberg, 1866
- Pseudonerine Czerniavsky, 1881
- Spione Örsted, 1844

### Nomina dubia
- Polybranchia Potts, 1928

### Nomina nuda
- Aonopsis Wagner, 1885
- Ctenospio Sars, 1867
- Pasithoe Rafinesque, 1815
- Spionereis Sars, 1853

### Synoniemen
- Anaspio Chamberlin, 1920 => Prionospio Malmgren, 1867
- Aonis sensu Audouin & Milne Edwards, 1833 [Not Savigny, 1822] => Scolelepis Blainville, 1828
- Apoprionospio Foster, 1969 => Prionospio Malmgren, 1867
- Aquilaspio Foster, 1971 => Prionospio Malmgren, 1867
- Aricideopsis Johnson, 1901 => Laonice Malmgren, 1867
- Asetocalamyzas Tzetlin, 1985 => Scolelepis Blainville, 1828
- Colobranchus Schmarda, 1861 => Malacoceros Quatrefages, 1843
- Euspio McIntosh, 1915 => Spio Fabricius, 1785
- Hekaterobranchus Buchanan, 1890 => Streblospio Webster, 1879
- Kinbergella McIntosh, 1909 => Prionospio Malmgren, 1867
- Leipoceras Möbius, 1874 => Dipolydora Verrill, 1881
- Leucodore Johnston, 1838 => Polydora Bosc, 1802
- Leucodorum => Polydora Bosc, 1802
- Mandane Kinberg, 1866 => Laonice Malmgren, 1867
- Mesospio Gravier, 1911 => Microspio Mesnil, 1896
- Minuspio Foster, 1971 => Prionospio Malmgren, 1867
- Morants Chamberlin, 1919 => Spiophanes Grube, 1860
- Neoboccardia Buzhinskaja, 1985 => Boccardia Carazzi, 1893
- Neopygospio Berkeley & Berkeley, 1954 => Pseudopolydora Czerniavsky, 1881
- Nerine Johnston, 1838 => Scolelepis Blainville, 1828
- Nerinides Mesnil, 1896 => Scolelepis Blainville, 1828
- Paraboccardia Rainer, 1973 => Boccardia Carazzi, 1893
- Paraspio Czerniavsky, 1881 => Spio Fabricius, 1785
- Periptyches Grube, 1873 => Prionospio Malmgren, 1867
- Pseudatherospio Lovell, 1994 => Pygospiopsis Blake, 1983
- Pseudomalacoceros Czerniavsky, 1881 => Scolelepis Blainville, 1828
- Pseudonerine Augener, 1926 => Scolelepis Blainville, 1828
- Pteriptyches => Periptyches Grube, 1873 => Prionospio Malmgren, 1867
- Scolecolepis Malmgren, 1867 => Scolelepis Blainville, 1828
- Scolepis => Scolelepis Blainville, 1828
- Spionides Webster & Benedict, 1887 => Laonice Malmgren, 1867
- Uncinia Quatrefages, 1866 => Malacoceros Quatrefages, 1843